# Оштећење вида
Оштећење вида медицинска је дефиниција која се првенствено мери на основу боље оштрине вида појединца; у одсуству третмана као што су наочаре које могу кориговати вид, помоћних уређаја и медицински третман. Оштећење вида може изазвати индивидуалне потешкоће са нормалним свакодневним задацима, укључујући читање и ходање. Оштећења вида изазивају значајне економске трошкове како директно због трошкова лечења тако и индиректно због смањене радне способности оболелих.  Тако нпр. слепило и неповратно оштећење вида коштају савезну владу САД више од 4 милијарде долара годишње. Трошкови укључују лечење, образовање, губитак личног прихода и повезане трошкове, као што су инвалиднине из социјалног осигурања.
Слепило и оштећење вида могу озбиљно утицати на квалитет живота. Слепе особе имају потешкоћа у свакодневним активностима (нпр. вожња, читање, шивење и ходање), стицање образовања и друштвене интеракције.
Скрининг проблема са видом код деце може побољшати њихов будући вид и напредовање у образовању.
Скрининг одраслих без симптома је од велике користи,  а редовни прегледи очију су важан део заштите и очувања вида. Дијагноза оштечења вида се поставља очним прегледом.
Рехабилитација вида и помоћни уређаји могу максимизирати резидуални вид особа са слепилом и оштечењем вида и помоћи им да одрже независан, продуктиван живот.

## Дефиниције оштећења вида
Слаб вид је функционална хронична дефиниција оштећења вида, која се не може исправити третманом или коригираним сочивима и утиче на свакодневни живот. Због тога се слабовидност може користити као показатељ инвалидитета и варира у зависности од искуства појединца, захтева животне средине, смештаја и приступа услугама. 
Америчка академија за офталмологију дефинише оштећење вида као најбоље кориговану оштрину вида мању од 20/40 у бољем оку.
Светска здравствена организација га дефинише као оштрину вида мању од 6/12 у бољем оку.
Термин слепило се користи за потпуни или скоро потпуни губитак вида. 
У друга трајна стања оштећења вида, која могу указивати на озбиљне здравствене проблеме, сврставају се:
- пролазно привремено оштећење вида,

- слепило или амауроза - потпуног слепила услед обољења ока, очног живца или централног нервног система, различите етиологије, без видљивих промена на очима.[9]

## Епидемиологија
Само 2015. године регистровано је 940 милиона људи са одређеним степеном губитка вида. Око 246 милиона имало је слаб вид, а 39 милиона је било слепо.
Више од милион Американаца је правно слепо, а 12 милиона је са оштећеним видом. Већина слепих људи има 65 година и више, а преваленција слепила нагло расте са годинама.
Стопе оштећења вида су се смањиле од 1990-их.
Расне разлике
Афроамериканци и Хиспаноамериканци су у већем ризику од слепила и оштећења вида (након 40 година старости, од белаца јер су у већем ризику за развој дијабетеса, дијабетичке ретинопатије и глаукома. Белци су под већим ризиком од макуларне дегенерације за ратлику од других етничких група.
Полне разлике
Жене и породице са ниским примањима су више погођене слепилом и оштећењем вида него мушкарци. 
Старосне разлике
Како становништво  стари и демографски се мења, утицај губитка вида и оштећења вида  значајно  че расти у будућности. Пројекције процењују да ће се број слепих и слабовидих удвостручити до 2030. уколико се не предузму корективне мере.
Већина људи са слабим видом је у земљама у развоју су старији су од 50 година.

## Етиологија
Најчешћи узроци оштећења вида на глобалном нивоу су:
- Некориговане грешке рефракције (43%),  које укључују кратковидост, далековидост, презбиопију и астигматизам.[3]
- Катаракта (33%),   као један од најчешћих узрока слепила.
- Глауком (2%), је група болести које су обично повезане са повећаним притиском у оку. Овај притисак може изазвати оштећење ћелија које формирају оптички нерв који преноси информације од ока до мозга. Оштећење је прогресивно са губитком прво периферног вида, а затим смањењем централног вида и, потенцијално, слепилом.[3]
- Дегенерацију макуле повезане са узрастом, утиче на део мрежњаче који је одговоран за оштар централни вид. Постоје два облика: суви (неексудативни) и мокри (ексудативни) облик.
- Дијабетесна ретинопатија,  је болест ока која погађа мале крвне судове у мрежњачи људи са шечерном болести. Дијабетес узрокује слабљење малих крвних судова у мрежњачи и њихово распадање или зачепљење. Дијабетесна ретинопатија је водећи узрок слепила код одраслих радно способних особа.
- Замућење рожњаче,
- Слепило у детињству,
- Инфекције ока.
- Кортикална оштећења, која могу бити узроковано проблемима у мозгу, нпр. услед можданог удара, превременог порођаја или трауме.[11]

## Класификација
Године 2010. дефиниција СЗО за оштећење вида је промењена и сада прати МКБ-11. Претходна дефиниција која је користила као...најбољу кориговану оштрину вида  промењена је у.. тренутна оштрина вида. Ова промена је направљена пошто су новије студије показале да најбоље коригован вид превиђа већи део популације која има оштећење вида због некоригованих грешака рефракције и/или недостатка приступа медицинском или хируршком лечењу.

### Оштећење вида на даљину
| Категорија | Карактеристике                                                                |
| ---------- | ----------------------------------------------------------------------------- |
| Нула       | Нема знакова или је вид благо оштећен – представља оштрину вида бољу од 6/18  |
| Један      | Умерено оштећење вида – представља оштрину вида лошију од 6/18 и бољу од 6/60 |
| Два        | Тешко оштећење вида – представља оштрину вида лошију од 6/60 и бољу од 3/60   |
| Три        | Слепило – представља оштрину вида лошију од 3/60 и бољу од 1/60               |
| Четири     | Слепило – представља оштрину вида лошију од 1/60 са перцепцијом светлости     |
| Пет        | Слепило – неповратно слепило без перцепције светлости                         |

### Оштећење вида на близину
Оштрина вида на близини лошија од Н6 или М 0,8 на 40 цм.

## Прогноза
Светска здравствена организација (СЗО) процењује да се 80% оштећења вида може спречити или излечити лечењем.  То укључује катаракту, инфекцијама изазвано слепило и трахом, глауком, дијабетичку ретинопатију, некориговане рефрактивне грешке и неке случајеве слепила у детињству. Многи људи са значајним оштећењем вида имају користи од рехабилитације вида, промена у њиховом окружењу и помоћних уређаја.